# Lim Hwa-young
Lim Hwa-young (hangul: 임화영; Seúl, 6 de octubre de 1984) es una actriz surcoreana.

## Carrera
Se graduó en teatro en el Instituto de las Artes de Seúl.
Lim Hwa-young fue famosa en sus primeros años sobre todo en el mundo de la publicidad: trabajó durante mucho tiempo como modelo principal para una agencia matrimonial. Su interés por la actuación, sin embargo, venía de años atrás, cuando vio una obra de teatro en su tercer año de secundaria.
Debutó en 2010 con la serie Quiz of God y continuó paso a paso con pequeños papeles en cine y televisión, sin discriminar géneros. El personaje que la dio a conocer por el público fue el de Je-hee, la hermana menor del protagonista, en Prison Playbook, que después de escapar de una agresión sexual con la ayuda de él, sufre durante bastante tiempo al ver que su hermano mayor se convierte en un criminal por su culpa.
Su agencia de representación es Yooborn Company.
En 2019 recibió el premio a la mejor actriz en el 23.º Festival Internacional de Cine Fantástico de Bucheon, por su papel en el thriller psicológico Fanfare, donde interpreta a una misteriosa asesina.
Ese mismo año protagonizó la serie thriller Trap, junto con Lee Seo-jin y Sung Dong-il.
En 2020 actuó en el drama web Gindae: The Interrupted Generation con el personaje de Park Kyo-young, gerente de una compañía de publicidad.
En agosto de 2023 fue elegida para aparecer en la serie de TVING The Scandal of Chunhwa, sobre la historia de Hwa-ri, una princesa de la época Joseon que quiere ser libre para elegir directamente un marido. El papel de Lim sería el de la princesa heredera In-jeong. Estaba previsto que se estrenara a lo largo de 2024; en julio de ese año se estaba ultimando la banda sonora.

## Filmografía

### Series de televisión
| Año     | Título                             | Papel                 | Red    | Notas                         | Ref.          |
| ------- | ---------------------------------- | --------------------- | ------ | ----------------------------- | ------------- |
| 2010    | Quiz of God                        | Yeo-rang              | OCN    | Cameo (ep. 4)                 |               |
| 2014    | The Legendary Witch                | Sim Bok Nyeo de joven | MBC    |                               | [ 12 ]        |
| 2015    | Yong Pal                           | Han Song-yi           | SBS    |                               | [ 13 ]        |
| 2016    | Signal                             | Cha Soo-min           | tvN    |                               | [ 13 ]        |
| 2017    | You Are Closer Than I Think        | Lee Seo-yeon          | KBS2   | Drama Special                 |               |
| 2017    | Good Manager                       | Oh Gwang-sook         | KBS2   |                               | [ 6 ]         |
| 2017-18 | Prison Playbook                    | Kim Je-hee            | tvN    |                               | [ 14 ]        |
| 2018    | Sketch                             | Oh Young-sim          | JTBC   |                               | [ 6 ]         |
| 2019    | Trap                               | Yoon Seo-young        | OCN    |                               | [ 7 ] [ 15 ]  |
| 2020    | Gindae: The Interrupted Generation | Park Gyo-young        |        | Serie web                     | [ 16 ] [ 17 ] |
| 2020    | Birthcare Center                   | Park Yoon-ji          | tvN    |                               | [ 18 ]        |
| 2022    | A Superior Day                     | Det. Choi Jung-hye    | OCN    |                               | [ 19 ]        |
| 2023    | Sabuesos                           | Min-ji                | Neflix | Serie web, aparición especial |               |
| 2025    | The Scandal of Chunhwa             | Princesa In-Jeong     | TVING  | Serie web                     | [ 20 ] [ 21 ] |

### Películas
| Año  | Título                     | Función                  | Notas        | Ref.               |
| ---- | -------------------------- | ------------------------ | ------------ | ------------------ |
| 2014 | One on One                 | Ji-hye                   |              | [ 22 ]             |
| 2015 | The Chosen: Forbidden Cave | Suk-jung                 |              | [ 22 ]             |
| 2015 | Made in China              | Gil Rim-sung             |              | [ 22 ]             |
| 2016 | Caminos de nieve           | Sung-sim de joven        | cameo        |                    |
| 2017 | Misbehavior                | Lee Yoon-mi              |              |                    |
| 2017 | Sueño lúcido               | Mujer de Choi Kyung-hwan |              | [ 22 ]             |
| 2017 | One Day                    | Sun-hwa                  |              |                    |
| 2017 | The Tooth and the Nail     | Jung Ha-yeon             |              | [ 23 ] [ 12 ]      |
| 2019 | Fanfare                    | Jay                      | protagonista | [ 24 ] [ 5 ] [ 6 ] |
| 2019 | Dirty money                | So-jin                   |              | [ 25 ]             |
| 2020 | Jazzy Misfits              | profesora                |              | [ 26 ]             |
| 2020 | Music and Reality          | Ina                      | protagonista | [ 27 ] [ 28 ]      |

## Premios y candidaturas
| Año  | Premio                                                    | Categoría               | Papel        | Resultado | Ref.        |
| ---- | --------------------------------------------------------- | ----------------------- | ------------ | --------- | ----------- |
| 2017 | Premios KBS Drama                                         | Mejor actriz revelación | Good Manager | Candidata |             |
| 2019 | 23.o Festival Internacional de Cine Fantástico de Bucheon | Mejor actriz            | Fanfare      | Ganadora  | [ 5 ] [ 6 ] |